# Szkocja
Szkocja (gael. Alba, wym. [ˈalˠ̪apə]; sco. i ang. Scotland) – kraj stanowiący część Zjednoczonego Królestwa Wielkiej Brytanii i Irlandii Północnej. W przeszłości był niezależnym królestwem. Obejmuje północną część wyspy Wielkiej Brytanii oraz archipelagi: Hebrydy, Orkady i Szetlandy. Na południu graniczy z Anglią. Krajobraz w przeważającej części wyżynny i górski. Klimat umiarkowanie ciepły, wybitnie morski. Stolicą Szkocji jest Edynburg, natomiast największym miastem Glasgow.

## Geografia

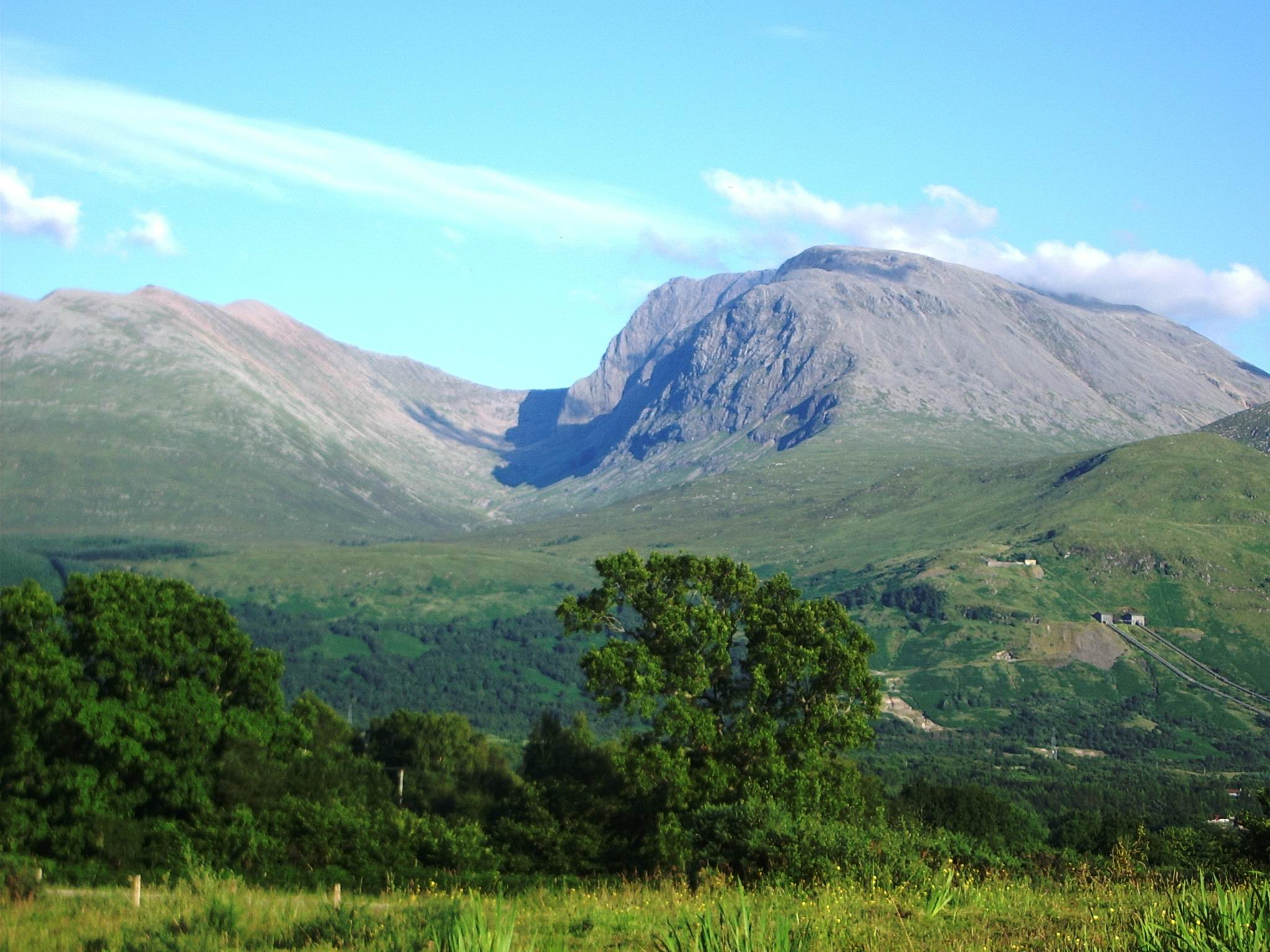
Ben Nevis, najwyższy szczyt Wielkiej Brytanii

Na północy Szkocji Góry Kaledońskie i Grampiany, na południu Wyżyna Południowoszkocka. W centrum niewielka Nizina Środkowoszkocka skupiająca większą część ludności.
Kwiatem charakteryzującym Szkocję jest popłoch pospolity (często błędnie utożsamiany z ostem).

## Klimat
Klimat w Szkocji jest umiarkowany morski o niestabilnej pogodzie. Szkockie przysłowie brzmi: If you don’t like the weather, wait a minute (Jeśli nie podoba ci się pogoda, poczekaj minutę). Szkocja poddana jest dobroczynnemu wpływowi Prądu Zatokowego, co czyni tutejszy klimat dużo cieplejszym niż obszary na porównywalnych stopniach szerokości geograficznej, jak na przykład Oslo w Norwegii. Temperatury są niższe niż w pozostałych częściach Wielkiej Brytanii, co naturalnie wynika z położenia na północy wyspy. Zimą temperatury oscylują w granicach 0 °C do +5 °C. Najniższa zanotowana temperatura w Szkocji wyniosła w styczniu 1982 r. –27,2 °C w pobliżu Braemar, położonego w Grampianach. Temperatury w lecie oscylują od ok. +13 °C do +16 °C. Najwyższa odnotowana temperatura wyniosła +32,9 °C (9 sierpnia 2003 w Greycrook). W zachodniej części jest zazwyczaj cieplej i bardziej deszczowo niż na wschodzie Szkocji. Na zachodzie roczne opady wynoszą ok. 3000 mm.

## Historia
Szkocja jest zamieszkana co najmniej od V tysiąclecia p.n.e. Od początku była obszarem, na którym dochodziło do konfrontacji różnych kultur i ludów (Piktowie, Celtowie, Normanowie, Rzymianie, Anglowie), jednakże jej dzika przyroda zawsze stawała po stronie bieżących władców tych ziem.
Walki o wpływy w Szkocji ciągną się przez całą jej historię. Z czasem Szkocja została połączona z Anglią, najpierw unią personalną, gdy Jakub VI z dynastii Stuartów zasiadł na tronie angielskim po śmierci Elżbiety I, potem zaś unią realną w 1707, kiedy powstało Królestwo Wielkiej Brytanii.

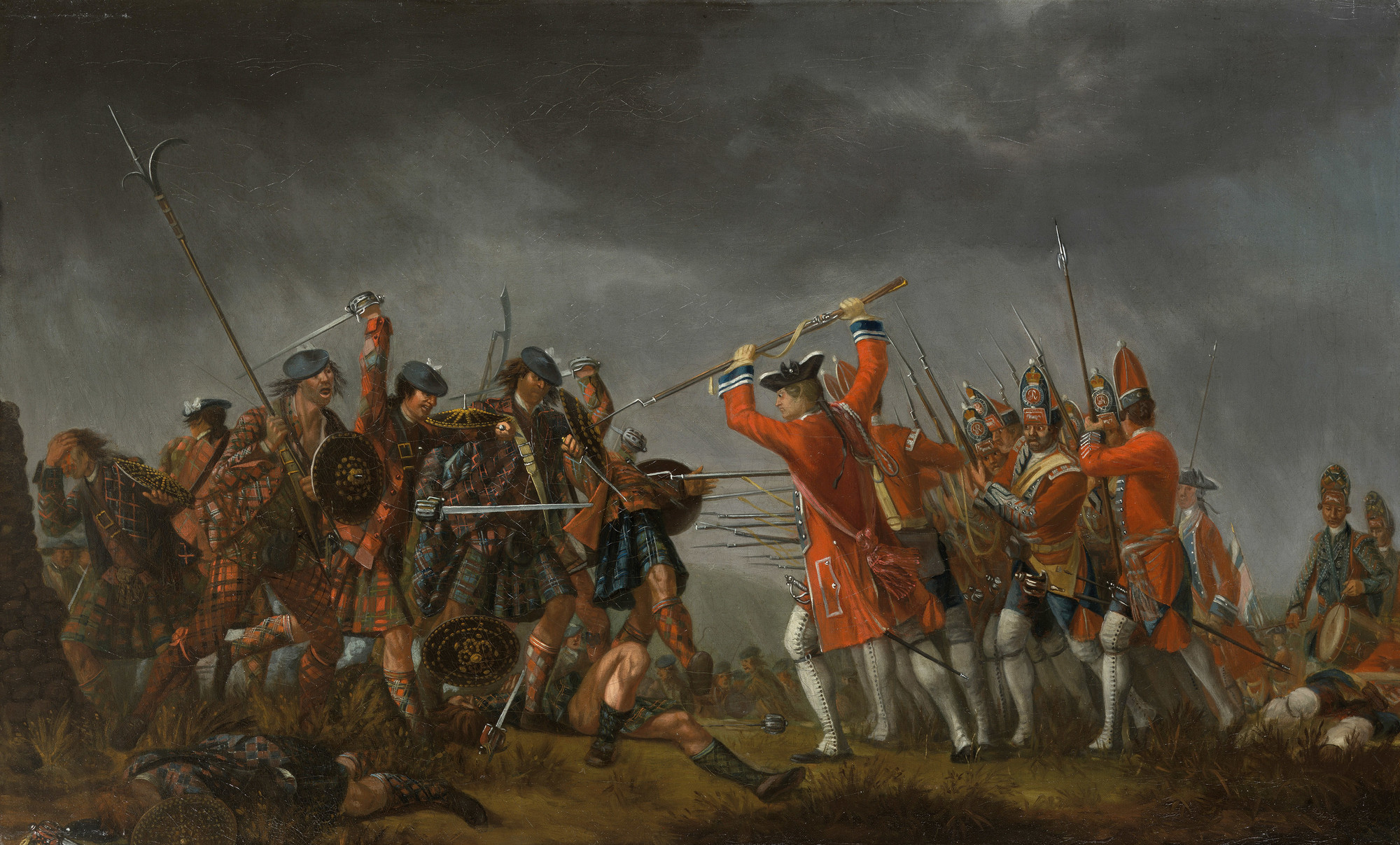
Bitwa pod Culloden w 1746 podczas powstania jakobickiego (obraz Incydent w powstaniu 1745 roku)

Jako jednolity organizm społeczny i gospodarczy istnieje od IX w., kiedy to Kenneth MacAlpin, władca celtyckiego królestwa Dalriady, zdobył koronę królestwa Piktów (jego matka pochodziła z piktyjskiego rodu królewskiego) jednocząc oba państwa.
W końcu XIII wieku Szkocja została najechana przez Anglików, po czym na dwa wieki odzyskała swoją suwerenność, mimo nasilających się angielskich wpływów. W 1297 wybuchł bunt Williama Wallace, a w 1314 Robert I Bruce został uznany za faktycznego króla Szkocji (po bitwie pod Bannockburn). Od 1603 Szkocja i Anglia miały wspólnego władcę (unia personalna), a od 1707 wspólny parlament. Szkoci nigdy nie pogodzili się z angielską dominacją, co wraz z poparciem dla legitymistycznej dynastii Stuartów doprowadzało wiele razy do powstań.
W maju 1999 Szkoci wybrali swój własny parlament w odpowiedzi na referendum z 1997, w którym chęć posiadania własnej władzy ustawodawczej wyraziło 75% głosujących.
Powołanie pierwszego od trzech stuleci szkockiego parlamentu było możliwe dzięki polityce brytyjskiego premiera Tony’ego Blaira, który realizując swe obietnice przedwyborcze, znacznie złagodził politykę w stosunku do części składowych Wielkiej Brytanii.
Niejako zapowiedzią tej zmiany polityki był zwrot Szkocji (1996) kamienia koronacyjnego dawnych królów szkockich, który od siedmiu stuleci służył też królom brytyjskim i jako taki przechowywany był w Anglii.
W 2007 premier rządu szkockiego Alex Salmond ze Szkockiej Partii Narodowej przedstawił projekt ustawy o przeprowadzeniu referendum niepodległościowego, które miałoby umożliwić odłączenie się Szkocji od Wielkiej Brytanii. 15 października 2012 roku premier Wielkiej Brytanii David Cameron oraz Alex Salmond podpisali w Edynburgu porozumienie, na mocy którego referendum odbyło się 18 września 2014 roku. W przeprowadzonym referendum ponad 55% Szkotów opowiedziało się za pozostaniem w Zjednoczonym Królestwie.

## Demografia
Obecnie Szkocja posiada 10 miast o ludności przekraczającej 45 tys. osób. Dla porównania, 70 lat temu w Szkocji istniało 1 miasto z ludnością powyżej 500 tys., 3 miasta z ludnością 100–500 tys., 3 miasta z ludnością 50–100 tys., 15 miast z ludnością 20–50 tys. i 19 miast 10–20 tys.
| Miasto                                | Populacja 1991 | Populacja 2001 |
| ------------------------------------- | -------------- | -------------- |
| Glasgow (Glaschu)                     | 658 379        | 629 501        |
| Edynburg (Dùn Èideann)                | 400 632        | 430 082        |
| Aberdeen (Obar Dhèathain)             | 182 133        | 184 788        |
| Dundee (Dùn Dè, Dùn Dèagh)            | 157 808        | 154 674        |
| Paisley (Paislig)                     | 73 925         | 74 170         |
| East Kilbride (Cille Bhrìghde an Ear) | 70 579         | 73 796         |
| Inverness (Inbhir Nis)                | 50 000         | 55 000         |
| Hamilton (Hamaltan)                   | 49 988         | 48 546         |
| Cumbernauld (Comainn nan Allt)        | 49 507         | 49 664         |
| Greenock (Grianaig)                   | 49 267         | 45 467         |

## Polityka
Od roku 1998 Szkocja posiada własny parlament i rząd. Wybory do szkockiego parlamentu odbywały się w latach 1999, 2003, 2007, 2011, 2016 i 2021. Do 2007 w Szkocji rządziła Partia Pracy, lecz po zwycięstwie SNP nowym premierem (pierwszym ministrem) został Alex Salmond, lider zwycięskiej partii. Dąży ona do niepodległości regionu.
W kompetencji władz lokalnych jest oświata, kultura, zdrowie publiczne i w dużym stopniu gospodarka i podatki. W 2011 roku autonomia Szkocji została powiększona w związku z umożliwieniem jej samodzielnego pożyczania pieniędzy (min. 300 mln funtów rocznie) od brytyjskiego ministerstwa finansów w celu ożywienia gospodarki. SNP postuluje również, by region mógł sam ustalać stawkę podatku od przedsiębiorstw.

## Podział administracyjny

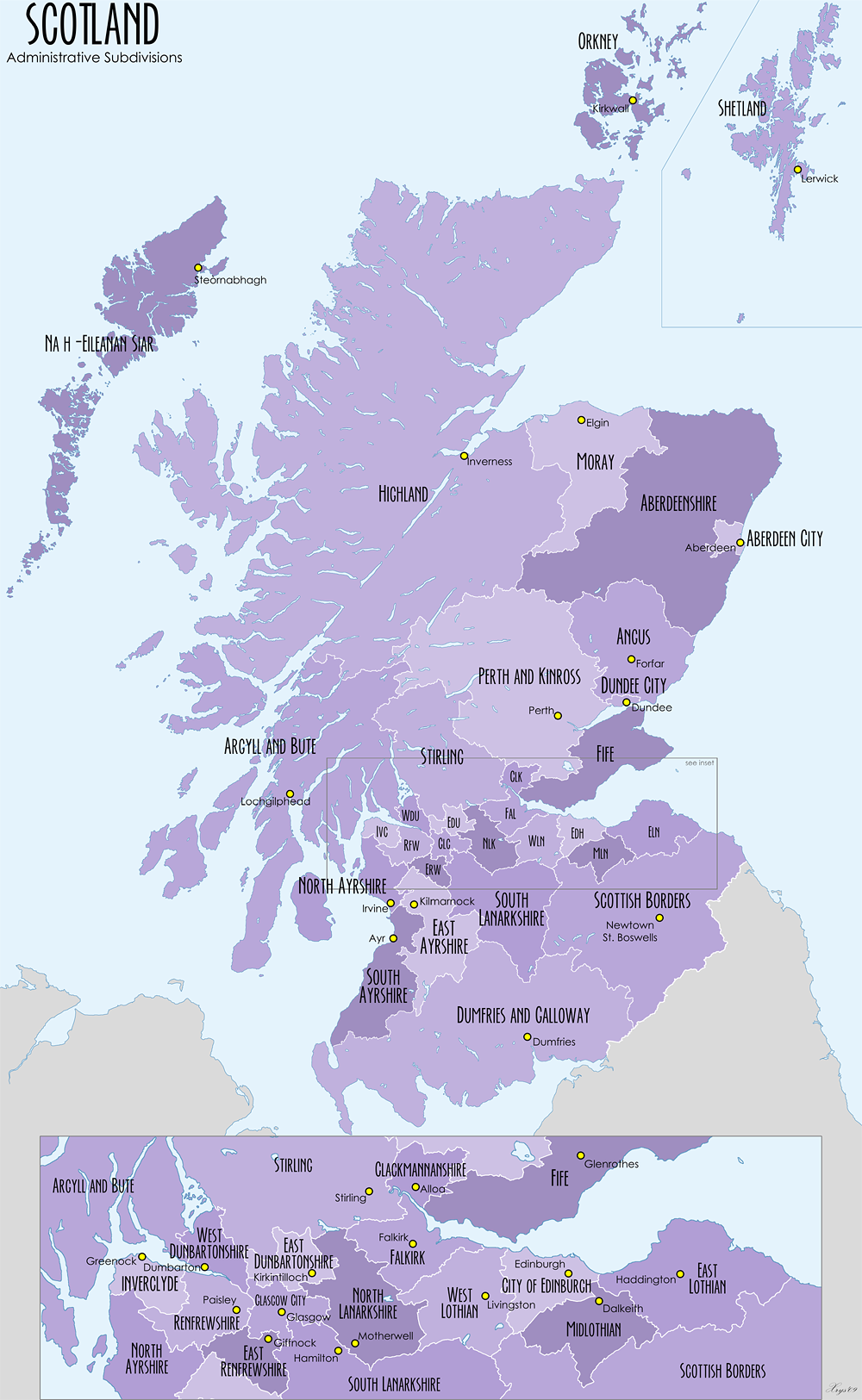
Podział administracyjny

Od 1996 roku Szkocja podzielona jest na 32 jednostki administracyjne council areas. Wcześniej, od 1975 roku istniało dziewięć regionów administracyjnych. Tradycyjnymi jednostkami administracyjnymi, funkcjonującymi od średniowiecza do 1975 roku były hrabstwa.

## Gospodarka

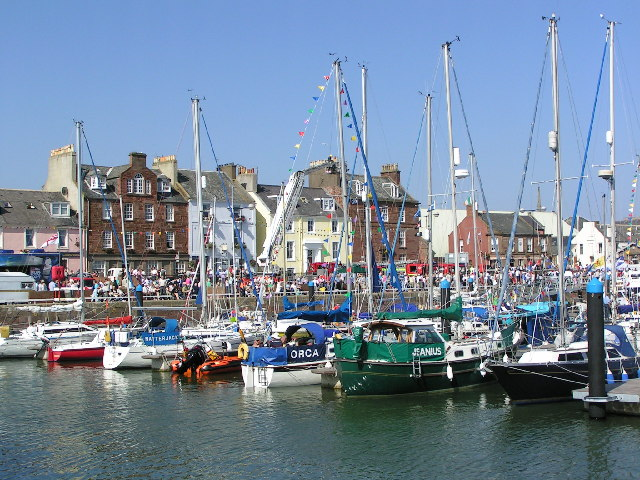
Port w Arbroath

Szkocja jest obok Irlandii centrum przemysłu whisky. Ważnym elementem gospodarki jest rybołówstwo i wydobycie ropy naftowej z dna Morza Północnego. Siedzibą wielu kompanii naftowych jest Aberdeen.
Przemysł skupiony jest w centralnej części kraju, na terenach Niziny Środkowoszkockiej i na wschodnim wybrzeżu.
Rozwinięty jest przemysł metalurgiczny (hutnictwo żelaza i aluminium), elektrotechniczny, elektroniczny, maszynowy, chemiczny, włókienniczy, papierniczy i spożywczy. Urodzajne tereny rolnicze ciągną się od pasa centralnych nizin, poprzez wschodnie wybrzeże, aż do Fraserburgha. Uprawia się głównie jęczmień i owies.
Szkocja posiada własne banknoty i monety (funty szkockie) emitowane przez trzy szkockie banki – Royal Bank of Scotland, Bank of Scotland oraz Clydesdale Bank. Obowiązującą walutą jest funt szterling. Funtami szkockimi płacić można na terenie całej Wielkiej Brytanii, choć poza Szkocją nie zawsze są honorowane. W kantorach poza granicami Wielkiej Brytanii wymieniane są one zwykle po kursie niższym niż funt szterling lub nie są akceptowane.

## Kultura i kuchnia

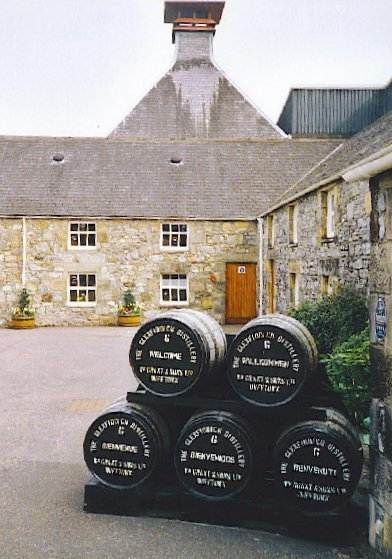
Destylarnia Glenfiddich w Dufftown

Dudy, kilt i whisky to najbardziej znane produkty szkockiej kultury. Dudy pochodzą z Azji Mniejszej, mają jednak w kulturze Szkocji szczególne znaczenie i kojarzone są właśnie z nią. Kilt jako męska spódnica znany był już w czasach podbojów rzymskich na Wyspach Brytyjskich. Charakterystyczny materiał, z którego wykonany jest kilt, wytwarzany jest z owczej wełny, a wzór kiltu (charakterystyczna krata) nazywa się tartanem. Słowo to wywodzi się z francuskiego tartanie i oznacza po prostu tkaninę w kratę. Każdy z klanów szkockich ma swój unikatowy wzór kiltu. Whisky jest kwestią sporną pomiędzy Szkotami a Irlandczykami, bowiem do dziś nie jest wyjaśnione, który z narodów wynalazł ten alkohol.
Do najpopularniejszych marek whisky w kategorii blended należą: Johnnie Walker, Teacher’s, Whyte & Mackay, Chivas Regal.
Szkocka kuchnia znana jest z shortbread (maślane ciastka), kidney pie oraz haggis. Haggis to owczy żołądek napełniony mieszaniną złożoną z posiekanych owczych podrobów (serce, płuca i wątroba), płatków owsianych, cebuli i przypraw, zaszyty i ugotowany. Zazwyczaj podaje się go z ziemniakami. Kuchnia szkocka charakteryzuje się sporą ilością potraw zawierających owies. Przykładem może być tu cranachan. Tradycyjne szkockie śniadanie składa się zazwyczaj z owsianki, jajek smażonych na bekonie lub też wędzonych ryb. Znanym deserem szkockim jest spotted dick.
Ze Szkocji wywodzą się m.in. zespoły Nazareth, Belle and Sebastian, Runrig, Wet Wet Wet, Texas, Mogwai, Idlewild, Travis, Franz Ferdinand, Biffy Clyro oraz wokalistki Maggie Reilly, Shirley Manson i Annie Lennox oraz Amy Macdonald, a także ex-wokalista grupy Marillion – Fish oraz DJ Calvin Harris.

## Emigracja

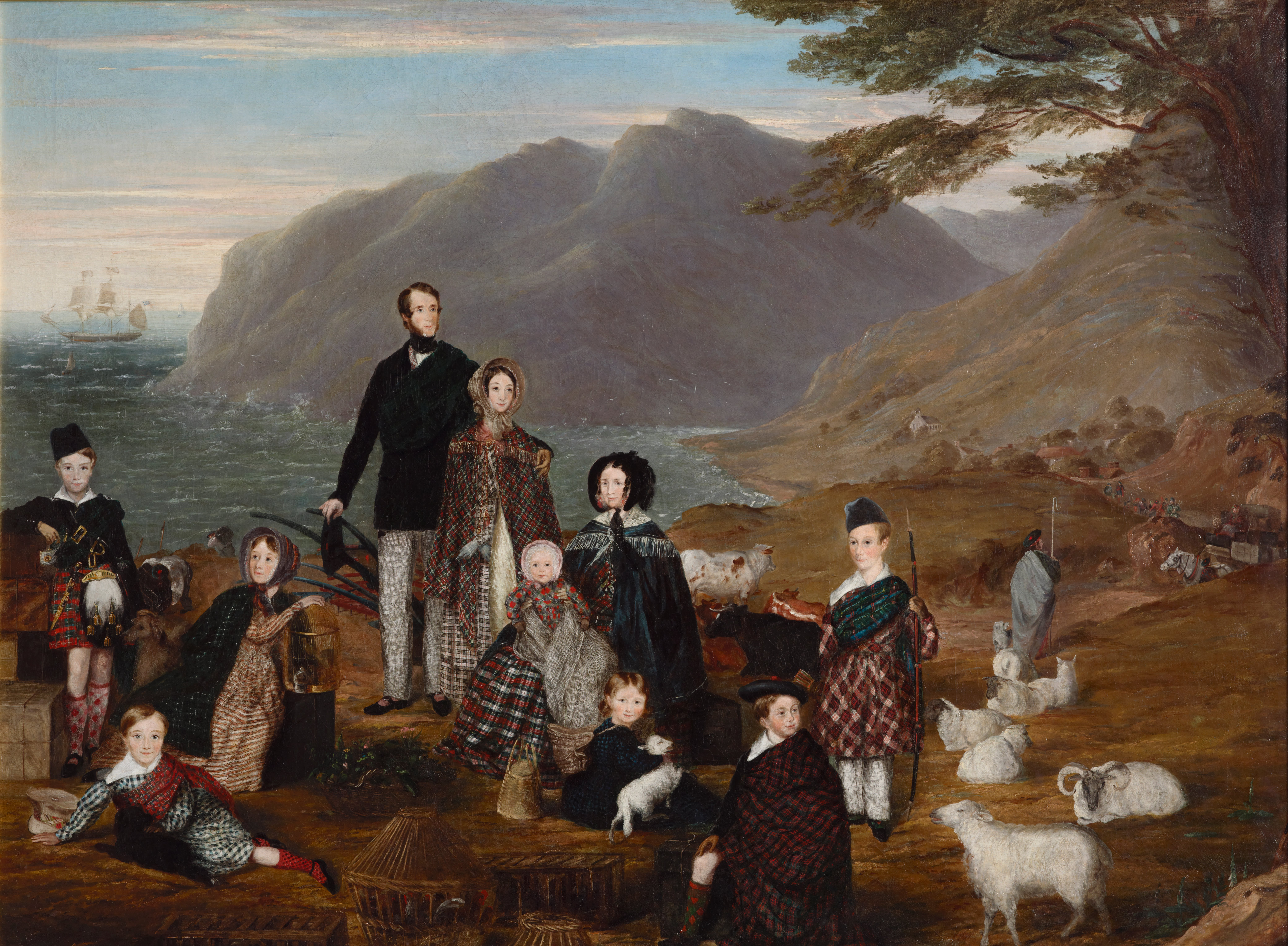
Emigracja do Nowej Zelandii w 1844 roku

Niezbyt żyzne góry i przeludnione niziny od wieków zmuszały Szkotów do emigracji. Emigrowali też często z przyczyn politycznych, niechętni angielskiej dominacji, prześladowani z powodów religijnych lub popierania dynastii Stuartów. Do emigracji zachęcały też władze – tytuł baroneta Nowej Szkocji został ustanowiony jako zachęta dla osiedlania się w Ameryce Północnej.
Szkoci, zwłaszcza bitni górale, zasilali oddziały najemników w całej Europie. Od czasu wojny trzydziestoletniej, gdy szkocka piechota zasłynęła, walcząc po stronie protestanckiej, szkockie gwardie pojawiły się w wielu armiach, także prywatnych. Szkocki pułk gwardii złożony z jakobickich emigrantów mieli królowie Francji, szkoccy piechurzy byli także na polskich dworach magnackich.
Szkockie pułki, np. sławna „Czarna Straż” („Black Watch”) – 42. Pułk Królewskiej Piechoty Szkockiej, czy pułk „Cameronians” – były wykorzystywane w najdalszych zakątkach imperium – od Indii po Amerykę Północną. Dziś to elitarne jednostki, służące często jako straż przyboczna brytyjskim królom.
Szkoci osiedlali się w Polsce, m.in. w Gdańsku (dzielnica Nowe Szkoty), w Lublinie (zachowały się Original Records of those Scots in Poland known as the Scottish Brotherhood at Lublin), w gminie Raczki, w Kiejdanach. W połowie XVII wieku mieszkało w Polsce około 30 tys. Szkotów.

## Religia w Szkocji
W 2011 r. 32% ludności Szkocji należało do Kościoła Szkocji, który od 1560 r. jest Kościołem państwowym (o 10 punktów procentowych mniej niż w 2001 r.). Ludność katolicka, stanowiąca 16% całej populacji według spisu z 2011 r., za patrona Szkocji uznaje św. Andrzeja.